# Miagrammopes oblucus
Miagrammopes oblucus là một loài nhện trong họ Uloboridae.
Loài này thuộc chi Miagrammopes. Miagrammopes oblucus được Arthur Merton Chickering miêu tả năm 1968.